# 最強漬
『最強漬』（さいきょうづけ）は、2002年10月2日から同年12月25日までテレビ神奈川（tvk）で放送されていた格闘トークバラエティ番組である。全13回。

## 概要
毎回、プロレスラーや格闘技愛好家のミュージシャンをゲストに迎えトークを繰り広げる。
公開放送番組。収録はTVKテレビ（当時：山下町旧社屋）第1スタジオで一般公募の観客約100名が参加して行われた。

## 出演者
MC
- 山崎一夫
- 伊藤すみれ

## 放送時間
- 毎週水曜日：23:00 - 23:30
- 毎週月曜日：18:30 - 19:00（再放送）

## 放送リスト
| 回 | 放送日   | 出演ゲスト                                 | マンスリーアシスタント              |
| -- | -------- | ------------------------------------------ | ----------------------------------- |
| 1  | 10月 2日 | クラッシュ2000（ライオネス飛鳥、長与千種） | 水戸華之介                          |
| 2  | 10月 9日 | ザ・グレート・サスケ                       | 水戸華之介                          |
| 3  | 10月16日 | 蝶野正洋                                   | 水戸華之介                          |
| 4  | 10月23日 | 大槻ケンヂ                                 | 水戸華之介                          |
| 5  | 10月30日 | 総集編                                     | 水戸華之介                          |
| 6  | 11月 6日 | 橋本真也                                   | 相馬圭二 （ザ・コブラツイスターズ） |
| 7  | 11月13日 | 高山善廣                                   | 相馬圭二 （ザ・コブラツイスターズ） |
| 8  | 11月20日 | 天山広吉&SEX MACHINEGUNS                   | 相馬圭二 （ザ・コブラツイスターズ） |
| 9  | 11月27日 | 総集編                                     | 相馬圭二 （ザ・コブラツイスターズ） |
| 10 | 12月 4日 | 神取忍                                     | ギュウゾウ （電撃ネットワーク）     |
| 11 | 12月11日 | 村浜武洋、えべっさん                       | ギュウゾウ （電撃ネットワーク）     |
| 12 | 12月18日 | 大友康平（HOUND DOG）                      | ギュウゾウ （電撃ネットワーク）     |
| 13 | 12月25日 | 総集編                                     | ギュウゾウ （電撃ネットワーク）     |

## 関連番組
- 格闘侍! - 当番組終了後、tvkで放送されていた。